# Heterogamus testaceus
Heterogamus testaceus är en stekelart som beskrevs av Telenga 1941. Heterogamus testaceus ingår i släktet Heterogamus och familjen bracksteklar. Inga underarter finns listade i Catalogue of Life.